# Put-in-Bay (Ohio)
Pour l’article homonyme, voir Put-in-Bay.
Put-in-Bay est un village américain situé dans le comté d'Ottawa, dans l'Ohio. Selon le recensement de 2010, sa population est de 138 habitants.